# 장로 (기독교)
장로(長老)는 구약성서에서는 부족의 지도자·촌로(村老), 회당의 장로라는 뜻으로 쓰이는데, 신약성서에서도 원로라는 뜻으로 쓰인다. 장로교회에서는 목사장로와 평신도장로 두 종류가 있는데, 전자는 설교·예전을 집행하고 예배를 주재하여 양자로 당회를 조직하여 교회를 운영한다.

## 교회법의 장로
대한예수교장로회(통합)헌법 제2편 제4장 제22조에서는 장로는 집사, 권사와 함께 항존직으로 70세까지 일할 수 있으며, 교회의 허락을 받으면 70세 이전에 은퇴할 수 있다. 장로는 최고 3회까지 할 수 있는 선거로 선출된다. 장로의 역할은 목사와 협력하여 교회행정과 권징을 관장하며, 교우들이 교의를 잘못 이해하거나 도덕적인 잘못을 하지 않도록 권면(이해하기 좋게 타이름)하되, 만약 잘못에 대해 권면을 했는데도 회개하지 않는다면 교회에 보고하는 것이다.

## 같이 보기
- 제목에 장로 항목을 포함한 모든 문서
- 대한민국의 장로 목록
- 목사
- 사제